# België op het Eurovisiesongfestival 2017

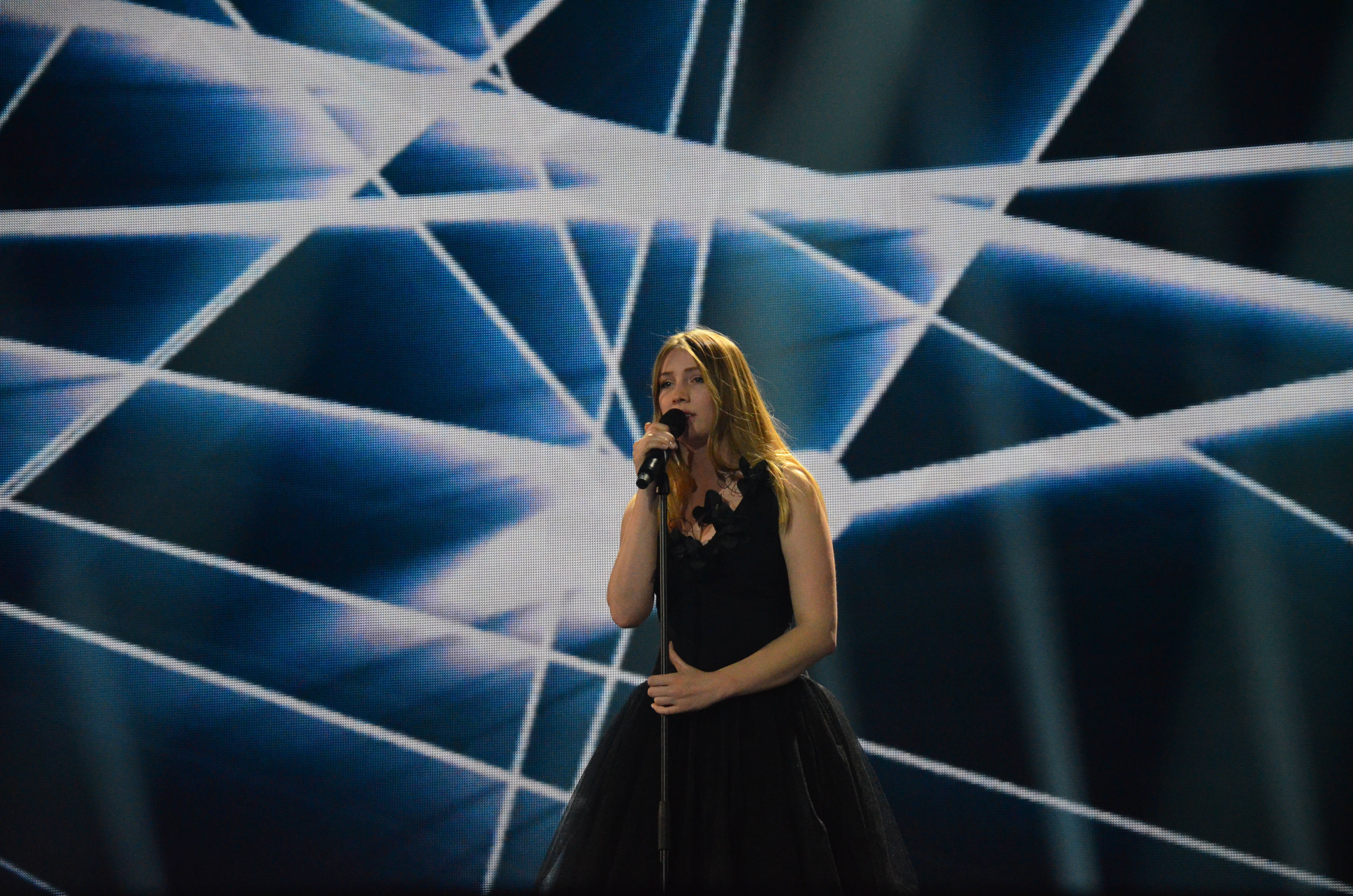
Blanche tijdens het Eurovisiesongfestival 2017

België nam deel aan het Eurovisiesongfestival 2017 in Kiev, Oekraïne. Het was de 59ste deelname van het land aan het Eurovisiesongfestival. De RTBF was verantwoordelijk voor de Belgische bijdrage voor de editie van 2017.

## Selectieprocedure
Op 22 november 2016 maakte de RTBF bekend dat het Ellie Delvaux intern had gekozen om België te vertegenwoordigen op de 62ste editie van het Eurovisiesongfestival. De pas 17-jarige zangeres raakte bekend bij het grote publiek dankzij haar deelname aan de vijfde editie van The Voice Belgique. In Kiev trad Delvaux aan onder haar artiestennaam Blanche. Haar nummer werd op 8 maart 2017 gepresenteerd aan het grote publiek. Het kreeg als titel City lights.

## In Kiev
België trad aan in de eerste halve finale, op dinsdag 9 mei 2017. Blanche wist zich te plaatsen voor de finale vier dagen later en behaalde daar 363 punten. Daarmee eindigde België als vierde. België kreeg van bijna alle landen punten. De kijkers in Ierland, Zweden, Letland, Estland en Polen gaven Blanche twaalf punten.

### Voting

#### Punten gegeven door België
| 1e halve finale | 1e halve finale | 1e halve finale |
| Score           | Televoting      | Jury            |
| --------------- | --------------- | --------------- |
| 12 punten       | Portugal        | Zweden          |
| 10 punten       | Moldavië        | Australië       |
| 8 punten        | Polen           | Cyprus          |
| 7 punten        | Armenië         | Portugal        |
| 6 punten        | Griekenland     | Tsjechië        |
| 5 punten        | Zweden          | Azerbeidzjan    |
| 4 punten        | Cyprus          | Polen           |
| 3 punten        | Finland         | Georgië         |
| 2 punten        | Slovenië        | IJsland         |
| 1 punten        | Australië       | Moldavië        |

| Finale    | Finale     | Finale              |
| Score     | Televoting | Jury                |
| --------- | ---------- | ------------------- |
| 12 punten | Portugal   | Zweden              |
| 10 punten | Nederland  | Bulgarije           |
| 8 punten  | Bulgarije  | Portugal            |
| 7 punten  | Moldavië   | Noorwegen           |
| 6 punten  | Roemenië   | Australië           |
| 5 punten  | Italië     | Cyprus              |
| 4 punten  | Polen      | Azerbeidzjan        |
| 3 punten  | Frankrijk  | Oostenrijk          |
| 2 punten  | Zweden     | Verenigd Koninkrijk |
| 1 punten  | Hongarije  | Frankrijk           |

1956 · 1957 · 1958 · 1959 · 1960 · 1961 · 1962 · 1963 · 1964 · 1965 · 1966 · 1967 · 1968 · 1969 · 1970 · 1971 · 1972 · 1973 · 1974· 1975 · 1976 · 1977 · 1978 · 1979 · 1980 · 1981 · 1982 · 1983 · 1984 · 1985 · 1986 · 1987 · 1988 · 1989 · 1990 · 1991 · 1992 · 1993 · 1994 · 1995 · 1996 · 1997 · 1998 · 1999 · 2000 · 2001 · 2002 · 2003 · 2004 · 2005 · 2006 · 2007 · 2008 · 2009 · 2010 · 2011 · 2012 · 2013 · 2014 · 2015 · 2016 · 2017 · 2018 · 2019 · 2020 · 2021 · 2022 · 2023 · 2024 · 2025
Albanië · Armenië · Australië · Azerbeidzjan · België · Bulgarije · Cyprus · Denemarken · Duitsland · Estland · Finland · Frankrijk · Georgië · Griekenland · Hongarije · Ierland · IJsland · Israël · Italië · Kroatië · Letland · Litouwen · Macedonië · Malta · Moldavië · Montenegro · Nederland · Noorwegen · Oekraïne · Oostenrijk · Polen · Portugal · Roemenië · San Marino · Servië · Slovenië · Spanje · Tsjechië · Verenigd Koninkrijk · Wit-Rusland · Zweden · Zwitserland